# Quad Flat No-leads package

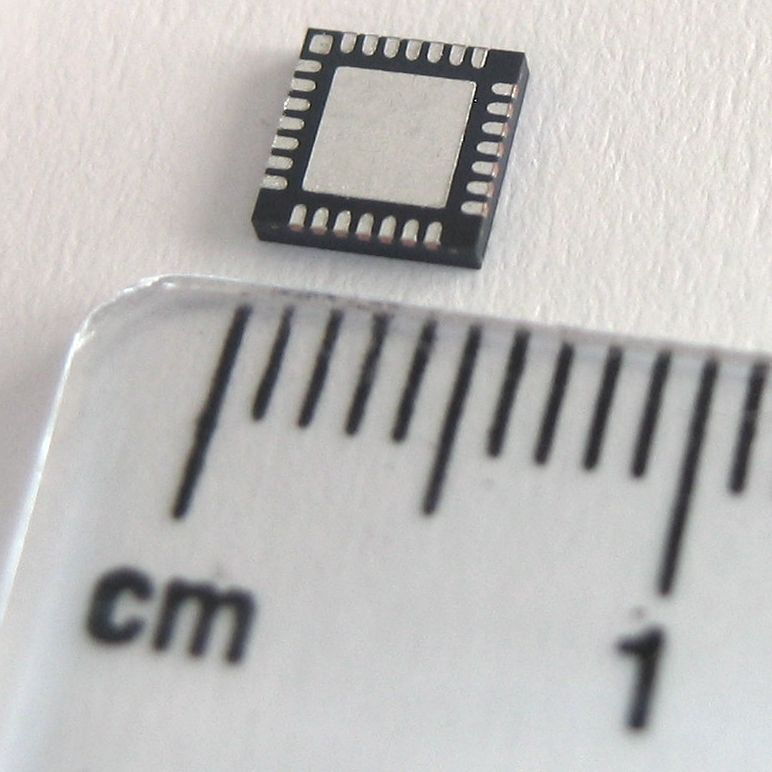
Boîtier QFN à 28 broches, placé la tête en bas pour voir les plages de contact.

En électronique, le Quad Flat No-leads package (QFN) et le Dual-Flat No-leads (DFN) sont des types de boîtier de circuit intégré plats et sans broches qui relient physiquement et électriquement les circuits intégrés au circuit imprimé.
La technologie de ce type de boîtier plat sans broches, connue aussi comme le MLF (micro leadframe) ou le SON (small-outline no leads), concerne les composants montés en surface, l'une des technologies de boîtiers qui relient les circuits intégrés à la surface des circuits imprimés sans trous traversants.
Les QFN et DFN sont des boîtiers en plastique avec une grille de connexion plane en cuivre, très proches des dimensions de la puce interne. Les plages situées sur le périmètre inférieur du boîtier permettent une connexion électrique au circuit imprimé. Une plage centrale thermique au centre du boîtier est prévue pour faciliter le transfert de chaleur du circuit intégré vers le circuit imprimé. Le transfert de chaleur peut être encore amélioré par des vias métalliques dans la plage thermique. Le boîtier QFN est similaire aux boîtiers QFP et BGA.

## Section transversale

Vue transversale d'un boîtier QFN.

La figure montre la section transversale d'un boîtier QFN avec grille de connexion et câblage. Il existe deux types de conception du boîtier, la séparation par poinçonnage et la séparation par sciage. La séparation par scie découpe un grand ensemble de boîtiers en plusieurs parties. Dans le cas du poinçonnage, un seul boîtier est mis en forme à l'aide d'un moule.
La section transversale montre un corps obtenu par sciage associé à une plage thermique. La grille de connexion est faite d'un alliage de cuivre et une colle conductrice de chaleur permet de relier la puce en silicium à la plage thermique. La puce en silicium est reliée électriquement à la grille de connexion par un câblage par fils d'or de diamètre compris entre 25 et 50 µm.
Les plages d'un boîtier obtenu par sciage si situent soit entièrement sous le boîtier, soit pliées autour des bords du boîtier.

## Différents types
Le QFN en plastique moulé, moins coûteux, est généralement limité à des applications jusqu'à ~2-3 GHz. Il est généralement composé de deux parties, une enceinte en plastique et une grille de connexion en cuivre, et ne possède pas de couvercle.
En revanche, le QFN à cavité d'air est généralement composé de trois parties : une grille de connexion en cuivre, un corps en plastique moulé, ouvert et non scellé, ainsi qu'un couvercle en céramique ou en plastique. Il est généralement plus coûteux en raison de sa construction, et peut être utilisé pour des applications hyper-fréquences jusqu'à 20-25 GHz.
Les boîtiers QFN peuvent n'avoir qu'une seule rangée de contacts ou deux rangées de contacts.

## Avantages
Ce boîtier offre une variété d'avantages, notamment une inductance de raccordement réduite, une empreinte de petite taille proche de la taille d'une puce, un profil mince et un faible poids. Il utilise également des plages d'entrée/sortie en périphérie pour faciliter le routage du circuit imprimé, et la technologie exposed copper die-pad offre de bonnes performances thermiques et électriques. Ces caractéristiques font du QFN un choix idéal pour de nombreuses nouvelles applications où la taille, le poids, et les performances thermique et électrique sont importantes.

## Inconvénients
La petite taille des contacts apparents, et la surface importante de la plage thermique facilitent la flottaison des petites pièces, comme les boîtiers DFN de 3x3 mm, sur le bain de soudure fondue sous la plage thermique lors de l'assemblage. Cela évite aux parties d'entrer en contact avec les plages du circuit imprimé dans certains cas. En raison des excellentes caractéristiques thermiques de ce montage, il est très dur de réparer le composant, car le flux d'air chaud ne fournit en général pas assez de chaleur à la plage thermique, sans dommages pour les zones périphériques. L'oxydation des pastilles de contact apparentes de la puce après avoir été exposées à un four de refusion lors de l'assemblage initial rend très difficile le mouillage de la soudure pendant la reprise. De plus, il n'y a pas d'espace libre pour qu'un fer à souder puisse refondre sous la puce si une retouche est désirée. Parfois, le contact peut se faire sur les côtés des pastilles de contact du boîtier DFN, mais cela ne fonctionne pas bien dans la pratique.

## Comparaison à d'autres boîtiers
Le boîtier QFN est similaire au Quad Flat Package, mais sans qu'aucune broche ne sorte des côtés du boîtier. Il est donc difficile de souder manuellement un boîtier QFN.

## Variantes
Les différents fabricants utilisent des noms différents pour ce boîtier : ML (micro-leadframe : micro-grille de connexion) au lieu de FN (flat no-lead : plat sans broches). Il existe en outre des versions avec des plages de connexion sur les quatre côtés (quad) ou sur les deux côtés (dual), l'épaisseur étant comprise entre 0,9 et 1,0 mm pour les boîtiers standards et de 0,4 mm pour les très minces. Le tableau suivant donne les abréviations de ces différents types de boîtier.
| Boîtier   | Boîtier                                | Fabricant                                 |
| --------- | -------------------------------------- | ----------------------------------------- |
| DFN       | dual flat no-lead                      | Atmel                                     |
| DQFN      | dual quad flat no-lead                 | Atmel                                     |
| cDFN      |                                        | iC-Haus                                   |
| TDFN      | thin dual flat no-lead                 |                                           |
| UTDFN     | ultra-thin dual flat no-lead           |                                           |
| XDFN      | extremely thin dual flat no-lead       |                                           |
| QFN       | quad flat no-lead                      |                                           |
| QFN-TEP   | quad flat no-lead avec top-exposed pad |                                           |
| TQFN      | thin quad flat no-lead                 |                                           |
| LLP       | leadless leadframe package             | National Semiconductor                    |
| LPCC      | leadless plastic chip carrier          | ASAT Holdings                             |
| MLF       | micro-leadframe                        | Amkor Technology et Atmel                 |
| MLPD      | micro-leadframe package dual           |                                           |
| MLPM      | micro-leadframe package micro          |                                           |
| MLPQ      | micro-leadframe package quad           |                                           |
| DRMLF     | dual-row micro-leadframe package       |                                           |
| VQFN WQFN | very thin quad flat no-lead            | Texas Instruments et autres (comme Atmel) |
| UQFN      | ultrathin quad flat no-lead            | Texas Instruments et Microchip Technology |

Les boîtiers à micro grille de connexion (MLP) constituent une famille de boîtiers de circuit intégrés QFN utilisés pour la conception de circuits électronique avec composants montés en surface. Ils sont disponibles en trois versions : MLPQ (Q pour quad), MLPM (M pour micro) et MLPD (D pour dual). Ces boîtiers possèdent en général une plage reliée directement à la puce pour favoriser les performances thermiques. La construction de ce boîtier est similaire à celle du boîtier chip scale package (CSP). Les MLPD sont conçus pour remplacer les boîtiers small-outline integrated circuit (SOIC) grâce à une empreinte compatible.
Il existe une version de conception plus récente, le DRMLF, boîtier à micro grille de connexion avec deux rangées de pages de connexion, pour les circuits qui nécessitent jusqu'à 164 entrées/sorties. Ces boîtiers sont couramment utilisés dans les disques durs, les contrôleurs USB et les WLAN.